# لار
لار مدينة كبيرة تقع في جنوب غرب إيران، تتبع محافظة فارس. وتتبع المدينة لـمقاطعة لارستان ، وتقع على ارتفاع 915 متراً فوق مستوى سطح البحر، وسط سلسلة جبال زاجروس. من أسماءها القديمة: ایراهستان، وكذلك كانت تسمى قبل الإسلام  لاد  وهي مدينة يرجع تاريخها إلى عهد الملك كيخسرو بن سياوش بن الملك كيكاووس، أحد ملوك الفرس القدماء. يقول الشاعر الملحمي فردوسي في ملحمته الشهيرة الشاهنامه هذه الأبيات:
 الترجمة :
- 1 ـ لقد منحت «گودرز کشواد» سپاهان
- 2 ـ اما «گرگين ميـلاد» وقد وهبته لاد
- سپاهان: تعني: مدينة أصفهان
- لاد : وتعني: مدينة لار
- باللغة البهلوية.

## السكان
يبلغ عدد سكان « مدينة لار » 299٫248 نسمة حسب تعداد السكان لعام 2006 للميلاد، يتكلمون الفارسية باللهجة « اللارية » المشتقة من اللغة البهلوية. وهم خليط من السنة والشيعة.

## خطوط الطول والعرض
تقع مدينة لار في اسفل هضبة « اژدهاپیکر »، وتحد سلسلة جبال زاجروس. هذه الهضبة من الخلف، وتقع امامها الوديان والسهوب، وترتفع عن سطح البحر 3000 فوت، ولها المختصات الجغرافية التالية 24 درجة و 54 دقيقة في الطول الشرقي، و 43 درجة و 27 دقيقة في العرض الشمالي.
وتبعد عن مدينة شيراز بمسافت 366 كيلومتراً. وعن مدينة بستك 110 كيلومتراً، وعن مدينة لنجة 280 كيلومتراً، تقع في شمال قرية كرمستج وتبعد عنها بمسافت 30 كيلومتراً.وتقع في محافظة فارس في إيران.

## ایالت لارستان
كما أطلق على مدينة لار فترة من الزمن اسم « ایالت لارستان » وكانت تشمل المناطق التالية: بندر گمبرون (بندر عباس)، بندر لنگه، بستك، لامرد، مهر، عسلوية، مدينة کنكان وكزدان، كل هذه المناطق وبما فيها من القرى وبلدات كانت تابعة لــ«ایالت لارستان» وكانت تبلغ مساحتها حوالي 126000 کیلومتر مربعاً.

## الأماكن الأثرية
- معبد كاريان
- قلعه اژدها پیکر
- معبد محلچه  (آتش كده ى محلچه) معبد ساساني.
- قلعهُ سفید خنج
- قلعة فرشته جان
- کاروانسراهای خنج
- قلعة جبرئیل
- قلعة کیقباد